# Thunberga milloti
Thunberga milloti (лат.) — вид пауков рода Thunberga из семейства Sparassidae. Мадагаскар (провинция Анциранана). 

## Описание
Пауки средних размеров (около 1 см). Основная окраска тела желтовато-коричневая. Самцов можно узнать по следующей комбинации признаков: 1) вершина эмболюса вентро-проксимальная, 2) спермофор с дополнительным пролатеральным утолщением и 3) RTA, достигающий проксимальной трети тегулума. Имеют более 4 ретромаргинальных хелицеральных зубцов (5), AME по размеру равны ALE или лишь немного крупнее, а задний ряд глаз прямой или слегка выпуклый. Формула ног 2143.

## Классификация и этимология
Вид был впервые выделен в 2021 году немецким арахнологом Петером Егером и включён в состав рода Thunberga из подсемейства Heteropodinae (Sparassidae). Видовой эпитет дан в честь J.Millot, коллектора типовой серии.